# Ala Littoria
Ала Литтория (итал. Ala Littoria; дословно «Крылья Ликтории» или «Крылья Фашизма») — ныне не существующая итальянская государственная авиакомпания, созданная в 1934 году путём слияния четырёх ранее существовавших авиакомпаний. В годы Второй мировой войны обеспечивала авиационные перевозки итальянской армии. К концу войны прекратила деятельность.

## История
К 1930-м годам в Королевстве Италии имело по меньшей мере четыре гражданских авиаперевозчика: Società Aerea Mediterranea (SAM), Società Anonima Navigazione Aerea (SANA), Società Italiana Servizi Aerei (SISA) и Aero Espresso Italiana (AEI). В то время перелёты самолётами были дорогим удовольствием, доступным только состоятельным людям, а потому после Великой Депрессии, которая затронула и Италию, было принято решение объединить все итальянские авиакомпании в одну государственную, с тем, чтобы сделать авиаперевозки населения более доступными, а случае необходимости мобилизовать воздушный флот.

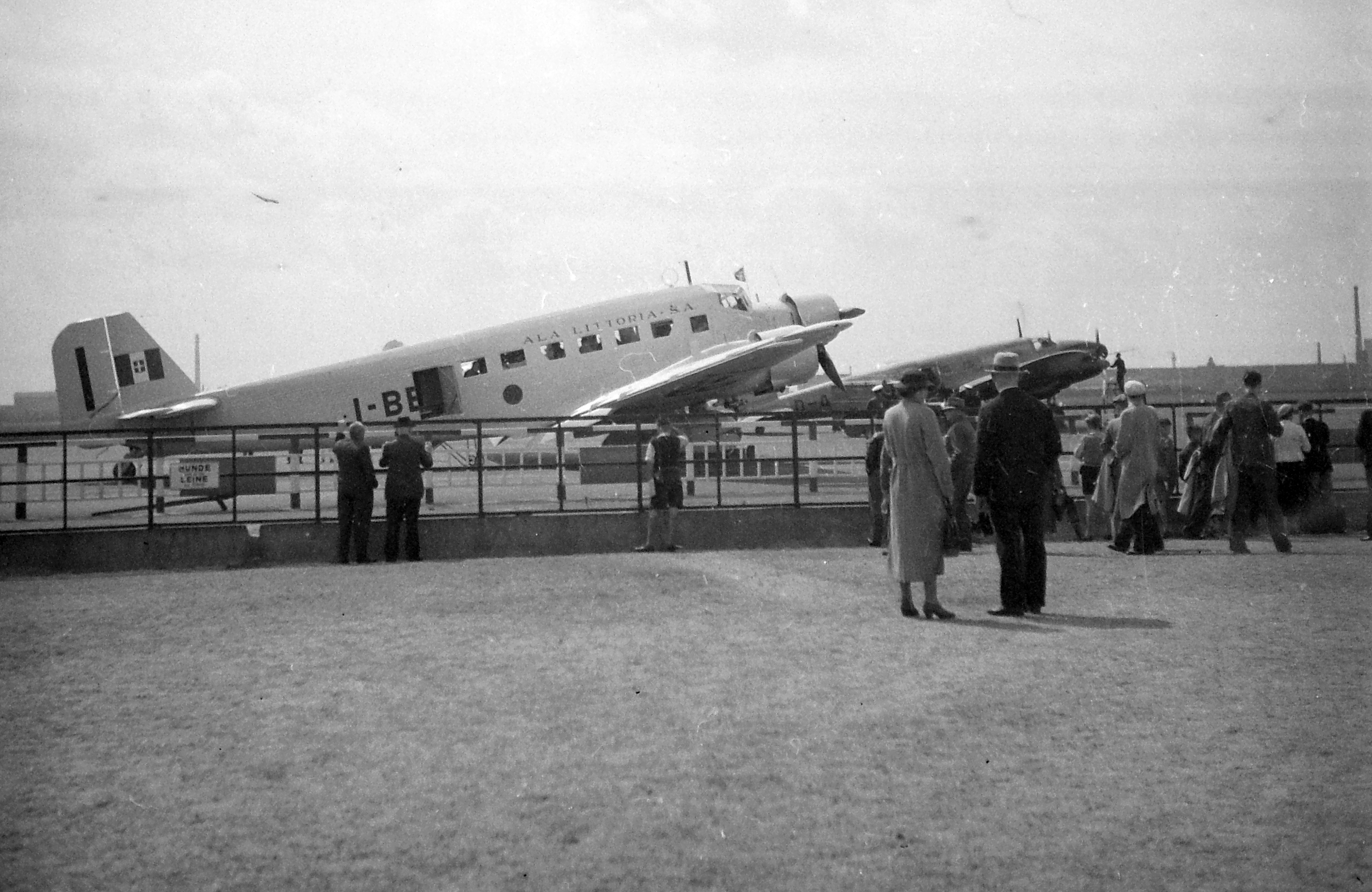
Самолёт Savoia-Marchetti SM.75 Ala Littorio

Новая авиакомпания основанная 28 октября 1934 года получила название Ala Littoria или дословно «Крылья Фашизма». Такое название было выбрано неслучайно. Поскольку в Италии того времени, как и в других странах, большое внимание уделялось авиации, её популяризации, престижу, а страной правил фашистский режим Бенито Муссолини.
Ala Littoria получила весь флот предыдущих четырёх авиакомпаний, состоявший из самолётов марок Savoia-Marchetti, Dornier, Junkers, Fokker. Самолёты Ala Littoria выполняли как внутренние, так и международные рейсы в десятки аэропортов мира.
С вступлением Италии во Вторую мировую войну флот Ala Littoria и сама авиакомпания были мобилизованы для нужд ВВС страны и участвовала в пассажирских транспортных перевозках на фронты в которых принимали участие итальянские войска. После окончания войны компания полностью прекратила своё существование.

## Аэропорты назначения компании

### Италия
В списке указаны и города европейских территорий принадлежавших в то время Королевству Италии.
- Альгеро, Анкона, Болонья, Бриндизи, Кальяри, Катания, Фиуме, Генуя, Луссино, Милан, Неаполь, Палермо, Пола, Римини, Родос, Рим, Сиракузы, Трапани, Триест, Венеция, Зара.

### Северная и Восточная Африка
- Аддис-Абеба, Асмэра, Массауа, Асэб, Дэссе, Дыре-Дауа, Гамбеа-Дембидолло, Джимма, Гондэр, Горрахай, Лехемти-Асоса, Могадишу, Негелле, Бенгази, Триполи.

### Европа
- Афины, Барселона, Белград, Берлин, Бухарест, Кадис, Констанца, Малага, Мальта, Марсель, Мюнхен, Пальма, Париж, Салоники, Севилья, Тирана, Вена.

### Ближний Восток и Африка
- Багдад, Басра, Каир, Джибути, Хайфа, Хартум, Мелилья, Тетуан, Тунис, Вади-Хальфа.

## Воздушный флот
По состоянию на 1940 год, воздушный флот компании составляли 74 самолёта и 39 гидропланов.
Гидропланы:
- CANT Z.506 — 14
- Macchi M.C.94 — 8
- Savoia-Marchetti S.66 — 16
- Dornier Do J — 1

Самолёты:
- Breda Ba.44 — 4
- Caproni Ca.133 — 10
- Savoia-Marchetti S.71 — 3
- Savoia-Marchetti S.M.73 — 18
- Savoia-Marchetti S.74 — 3
- Savoia-Marchetti SM.75 — 36

Кроме того, в различное время в его состав входили 8+3 Junkers Ju 52, 3 Macchi M.C.100 и другие самолёты

## Аварии и катастрофы
На счёту компании около двух десятков аварий, из них не примерно половина с человеческими жертвами.
- 30 апреля 1938 года, во время полета из Тираны через Бриндизи в Рим, самолёт Savoia-Marchetti SM.73 I-MEDA разбился близ Маранолы, примерно в 100 километрах от Рима. Все 19 человек, находившихся на борту, погибли.[2]